# Бертольд Гасгаген
Бертольд Гасгаген (нім. Berthold Hashagen; 26 серпня 1909, Бремергафен — 4 травня 1944, Біскайська затока) — німецький офіцер-підводник, оберлейтенант-цур-зее резерву крігсмаріне (1 березня 1943).

## Біографія
В 1937 році вступив на флот. З січня 1940 року — 1-й вахтовий і торпедний офіцер на SCHIFF-4. З травня 1940 року — вахтовий офіцер, з серпня 1940 року — командир корабля 12-ї флотилії форпостенботів. З березня 1941 по січень 1942 року пройшов курс підводника. З 21 лютого 1942 по лютий 1943 року — 1-й вахтовий офіцер на підводному човні U-515, після чого пройшов курс командира човна. З 29 травня 1943 року — командир U-846, на якому здійснив 2 походи (разом 97 днів у морі). 4 травня 1944 року U-846 був потоплений в Біскайській затоці північніше мису Ортегаль (46°04′ пн. ш. 09°20′ зх. д.) глибинними бомбами канадського бомбардувальника «Веллінгтон». Всі 57 членів екіпажу загинули.